# Хотешівська волость
Хотешівська волость — адміністративно-територіальна одиниця Ковельського повіту Волинської губернії Російської імперії. Волосний центр — село Хотешів.
Станом на 1885 рік складалася з 14 поселень, 13 сільських громад. Населення — 8123 осіб (3961 чоловічої статі та 4162 — жіночої), 1096 дворових господарства.
Основні поселення волості:
- Хотешів — колишнє державне село при річці Турія за 57 верст від повітового міста, 1380 осіб, 192 двори; волосне правління, православна церква, каплиця, школа.
- Бірки — колишнє державне село при річці Турія, 925 осіб, 139 дворів.
- Бузаки — колишнє власницьке село при річці Турія, 607 осіб, 69 дворів, православна церква, школа, постоялий будинок.
- Річиці — колишнє державне село при річці Прип'ять, 1339 осіб, 195 дворів, православна церква, школа, постоялий будинок.
- Чернче — колишнє власницьке село при річці Турія, 796 осіб, 108 дворів, православна церква, школа, постоялий будинок.
- Щедрогоще — колишнє державне село при річці Прип'ять, 1113 осіб, 135 дворів, православна церква, школа, постоялий будинок.